# 聯合艦隊解散之辞
聯合艦隊解散之辞（れんごうかんたいかいさんのじ - 現代表記：連合艦隊解散ノ辞）とは、日露戦争終結後の連合艦隊解散式において東郷平八郎長官が読み上げた訓示。海軍および海軍軍人の心得を示したものである。

## 概要
日露戦争は日本にとっての総力戦であり、各所で苦戦しつつも最終的にはロシア軍に勝利を収めることができた。日本海軍は、ロシア海軍に対抗するために、開戦時に常備艦隊を再編成し、連合艦隊を編成した。連合艦隊は旅順や日本海海戦でロシア艦隊を撃破し、日本の勝利に大きく貢献した。
終戦後、戦時編成の連合艦隊を解散し、平時編成に戻すこととなり、解散式が1905年12月21日に行われた。その解散式において東郷連合艦隊司令長官により「聯合艦隊解散之辞」が読まれることとなった。訓示は東郷の筆であるが、文面の起草は秋山真之参謀と言われている。
訓示の骨子は、日露戦争と歴史を紐解きつつ国家における海軍の大事を説き、平時における海軍や海軍軍人のあり方について指し示し、有事に備える心構えの重要さを示している。
なお、当時のアメリカ合衆国大統領セオドア・ルーズベルトはこの訓示に感銘を受け、その英訳文を軍の将兵に配布している。
原文は神奈川県横須賀市の記念艦三笠に所蔵されており、鹿児島県鹿屋市の鹿屋航空基地史料館では複製と英訳文、読み上げている東郷元帥の肉声を聴くことができる。